# Przytorze (Bełchatów)
Osiedle Przytorze – powstałe w latach 80. XX wieku jako osiedle im. 40-lecia PRL, położone w południowej części Bełchatowa. Liczy ok. 6 tys. mieszkańców. Swoją obecną nazwę wzięło od linii kolejowej, która przebiega wzdłuż jego południowej granicy. Północną granicę wyznacza aleja księdza kardynała Stefana Wyszyńskiego, wschodnią ul. Wojska Polskiego.
Na terenie osiedla znajduje się m.in. nowy kościół parafialny pod wezwaniem Zesłania Ducha Świętego, Szkoła Podstawowa nr 13 im. UNICEF oraz Przedszkole Samorządowe nr 2 „Akademia Bolka i Lolka”.
Osiedle Przytorze od północy sąsiaduje z osiedlem Dolnośląskim.

## Sport i rekreacja
W 2008 r. w na Przytorzu oddano do użytku nowe boisko do piłki nożnej ze sztuczną murawą. Inwestycja została zrealizowana w ramach rządowego projektu Moje boisko – Orlik 2012. Na przytorzu mieści się najstarszy w Bełchatowie Skate Park, znajdują się również parki oraz wielofunkcyjne place zabaw.
W ramach Zagospodarowania Osiedlowych Stref Integracji i Aktywności ZOSIA w 2009 do użytku oddany został kompleks sportowy, który zawiera boiska do:
- piłki nożnej,
- koszykówki,
- siatkówki plażowej,
- tenisa ziemnego,
- boisko do gry w bule,
- ścianki wspinaczkowe,
- miejsce do ćwiczeń siłowych.

Kompleks zajmuje powierzchnię 3 ha (rejon między ulicami Paderewskiego, Reymonta i Wojska Polskiego).

## KSSP Bełchatów
KSSP Bełchatów – działający od 2006 roku w Bełchatowie. Drużyna nieoficjalnie powstała 19 maja 2006 r. Oficjalnie osobowość prawną uzyskała 2 listopada 2011r. Od sezonu 2010 kilku członków zespołu reprezentuje barwy profesjonalnego klubu MKS Piraci Władysławowo. Od sezonu 2011 drużyna solidnie trenuje i gra mecze towarzyskie z innymi zespołami. W roku 2012 drużyna startuje w rozgrywkach Centralnej Ligi Baseballu, w której udział weźmie 8 drużyn.